# Festival Internacional de Cine de Marbella
El Festival Internacional de Cine de Marbella (en inglés, Marbella International Film Festival), es un festival de cine celebrado anualmente desde 2006 en la ciudad malagueña de Marbella (España). Es el proyecto bandera la organización benéfica británica New World Trust y está dedicado al cine independiente de todos los países del mundo.
Galardones 2008
- Mejor largometraje: Karma: Crime, Passion, Reincarnation, de M R Shahjahan.
- Mejor cortometraje: Bloodline, de Rupert Bryan.
- Mejor documental: Memorias de un Soador, de Alisson Larrea.
- Mejor filme animado: The Roboteers, de Karl Maddix y Adam Cook.
- Premio 24 hour Film Challenge: Death Dancers, de Team Frankenstein y A Perfect Mess, de Lanning y Wilkins.